# Callibracon capitator
Callibracon capitator är en stekelart som först beskrevs av Fabricius 1775.  Callibracon capitator ingår i släktet Callibracon och familjen bracksteklar. Inga underarter finns listade.